# شهر شما مقصد نهایی
شهر شما مقصد نهایی (به انگلیسی: The City of Your Final Destination) فیلمی محصول سال ۲۰۰۹ و به کارگردانی جیمز آیووری است. در این فیلم بازیگرانی همچون آنتونی هاپکینز، لورا لینی، شارلوت گنسبور، نورما آله‌آندرو، الکساندرا ماریا لارا، عمر متولی و هیرویوکی سانادا ایفای نقش کرده‌اند.